# Porcupine-Klasse
Die Porcupine-Klasse war eine Klasse von zehn 24-Kanonen-Kriegsschiffen 6. Ranges der britischen Marine, die von 1777 bis 1823 in Dienst stand.

## Geschichte
Die Klasse wurde von dem Surveyor of the Navy Sir John Williams entworfen und stellte eine Weiterentwicklung seine Entwurfs von 1773 für die 20-Kanonen-Schiffe der Sphinx-Klasse da.
In der britischen Marine wurde diese Art Schiff, bis kurz nach Ende der Koalitionskriege, offiziell als Post ship bezeichnet und von einem Offizier im Range eines Captain kommandiert. Sie waren in etwa vergleichbar mit den Korvetten der französischen Marine (siehe Coquette-Klasse). Von den Marineoffizieren wurden sie aber, mehr aus Prestigegründen, als Fregatten angesprochen.

## Einheiten
| Name       | Bauwerft                                     | Bestellung         | Kiellegung      | Stapellauf        | Indienststellung  | Verbleib |
| ---------- | -------------------------------------------- | ------------------ | --------------- | ----------------- | ----------------- | --- |
| Porcupine  | Werft von Edward Greaves, Limehouse (London) | 21. Juni 1776      | Juli 1776       | 17. Dezember 1777 | 14. Februar 1778  | Im Oktober 1802 außer Dienst, ab April 1805 in Woolwich abgebrochen |
| Pelican    | Werft von Adams & Barnard, Deptford (London) | 24. Juli 1776      | August 1776     | 24. April 1777    | 6. Mai 1777       | Am 2. August 1781 vor den Morant Cays (Karibisches Meer) im Sturm gesunken |
| Eurydice   | Portsmouth Dockyard, Portsmouth              | 24. Juli 1776      | Februar 1777    | 26. März 1781     | 12. März 1781     | Ab März 1834 in Deptford abgebrochen |
| Hyaena     | Werft von John Fisher, Liverpool             | 9. Oktober 1776    | Mai 1777        | 2. März 1778      | Januar 1779       | Im Mai 1793 durch die französische Marine gekapert und als Hyène in Dienst gestellt, im Dezember 1796 in Bayonne an die zivile Wirtschaft verkauft; im Oktober 1797 durch die Royal Navy gekapert und als Hyaena in Dienst gestellt; 1802 an die zivile Wirtschaft verkauft und in Recovery umbenannt, 1813 abgebrochen |
| Penelope   | Werft von Peter Baker, Liverpool             | 13. November 1776  | 28. Juni 1777   | 25. Juni 1778     | 20. Dezember 1778 | Im Oktober 1780 im Sturm gesunken |
| Amphitrite | Deptford Dockyard, Deptford (London)         | 8. Januar 1777     | 2. Juli 1777    | 28. Mai 1778      | 22. Juli 1778     | Im Januar 1794 vor Livorno auf Grund gelaufen und verloren gegangen |
| Crocodile  | Portsmouth Dockyard Portsmouth               | 8. Januar 1777     | Februar 1777    | 25. April 1781    | 12. Juni 1781     | Im Mai 1784 vor Prawle Point (Devon) auf Grund gelaufen und verloren gegangen |
| Siren      | Werft von James Baker, Newcastle upon Tyne   | 30. September 1777 | 21. Januar 1778 | 29. Juli 1779     | 4. März 1780      | Im Januar 1781 vor Seaford (East Sussex) auf Grund gelaufen und verloren gegangen |
| Pandora    | Werft von Adams & Barnard, Deptford (London) | 11. Februar 1781   | 2. März 1778    | 17. Mai 1779      | 3. Juli 1779      | Im August 1791 in der Torres-Straße auf Grund gelaufen und verloren gegangen |
| Champion   | Werft von John Barnard, Harwich              | 11. Februar 1781   | April 1778      | 17. Mai 1779      | 14. August 1779   | Im August 1816 in Sheerness verkauft |

## Technische Beschreibung
Die Klasse war als Batterieschiff mit einem durchgehenden Geschützdeck konzipiert und hatte eine Länge von 34,8 Metern (Geschützdeck) bzw. 28,66 Metern (Kiel), eine Breite von 9,8 Metern und einen Tiefgang von 3,1 Metern, bei einer Vermessung von 513 55⁄94 tons (bm). Die Schiffe waren Rahsegler mit drei Masten (Fockmast, Großmast und Kreuzmast). Der Rumpf schloss im Heckbereich mit einem Heckspiegel, in den eine Galerie integriert war, die in die seitlich angebrachte Seitengalerie mündete. Diese waren aus Repräsentationsgründen durch zeitspeziefische Schnitzereien und Bildhauerarbeiten geschmückt. Die Beplankung war kraweel ausgeführt, das heißt, die Enden der Planken stießen stumpf aufeinander, so dass eine glatte Außenfläche entstand.
Die Bewaffnung bestand bei Indienststellung aus 24 Kanonen.
|        | Batteriedeck   | Backdeck | Achterdeck    | Kanonen (Geschossgewicht) |
| ------ | -------------- | -------- | ------------- | ------------------------- |
| Design | 22 × 9-Pfünder | –        | 2 × 6-Pfünder | 24 Kanonen (47,62 kg)     |

## Besatzung
Die Besatzung hatte eine Stärke von 160 Mann (Offiziere und Unteroffiziere bzw. Mannschaften).